# منطقة ايتاه
ايتاه رمزها «ET» (بالإنجليزية: Etah)‏ ، هو تقسيم إداري لدولة الهند تتبع ولاية أتر برديش (بالإنجليزية: Uttar  Pradesh)‏ ، مركزها هو مدينة ايتاه (بالإنجليزية: Etah)‏ عدد سكانها حسب تعداد سنة 2001 هو 2,788,270 ، مساحتها 4,446 كم² وكثافة السكان 627 لكل كم² .